# 信邑沟水库
信邑沟水库是中国陕西省宝鸡市扶风县境内的一座水库，位于美阳河上，建于1971年。水库正常库容为1300万立方米，集雨面积为220平方千米，海拔为558.5米。